# 전주신일중학교
전주신일중학교(全州新日中學校)는 대한민국 전북특별자치도 전주시 완산구 중노송동에 있는 공립 중학교이다.

## 학교 연혁
- 1999년 12월 2일 : 전주인후중학교 설립인가(24학급)
- 2002년 3월 1일 : 개교(풍남초 건물, 6학급 226명)
- 2002년 12월 16일 : 현 학교 위치로 이전
- 2006년 3월 1일 : 전주신일(新日)중학교로 교명 변경
- 2007년 6월 1일 : 교육복지우선지원학교 지정
- 2013년 3월 1일 : 선진형 교과교실제 운영
- 2015년 3월 1일 : 혁신학교, 원도심학교 운영
- 2023년 9월 1일 : 제10대 황현선 교장 취임
- 2023년 12월 29일 : 제20회 57명 졸업(총 3,353명 졸업)

## 참고 자료
- 전주신일중학교 - 한국교육학술정보원 학교알리미